# Руђиносу (Караш-Северин)
Руђиносу (рум. Ruginosu) насеље је у Румунији у округу Караш-Северин у општини Копачеле. Oпштина се налази на надморској висини од 222 m.

## Историја
По "Румунској енциклопедији" место се први пут помиње 1411. године.
Аустријски царски ревизор Ерлер је 1774. године констатовао да место "Русинош" припада Букошничком округу, Карансебешког дистрикта. Становништво је било претежно влашко.
Селом је као спахилуком господарила српске племићка породица Петровић. Аустријски цар Франц II је то место даровао заслужним Петровићима, 17. фебруара 1801. године. Били су Петровићи 1805. године, господари, браћа Теодор и Михаил, којима је Јоаким Вујић 8иначе синовац) познати српски књижевник посветио своју књигу.
Према државном шематизму православног клира Угарске у месту је 1846. године живело 375 становника. Парохија припада протопрезвирату Карансебешком, а црквене матице су заведене 1794. године. При православном храму Св. арханђела Михаила и Гаврила служи парох поп Петар Коријану. Месну вероисповедну школу 1846/1847. године похађа само 12 ученика, којима предаје Василије Згрибану.
Нова православна црква је изграђена 1862. године.

## Становништво
Према подацима из 2002. године у насељу је живело 137 становника, од којих су сви румунске националности.